# Seondugu-dong
Seondugu-dong (koreanska: 선두구동) är en stadsdel i stadsdistriktet Geumjeong-gu i staden Busan, i den sydöstra delen av Sydkorea, 300 km sydost om huvudstaden Seoul. Den består av områdena Seon-dong och Dugu-dong.